# Dominando a Internet

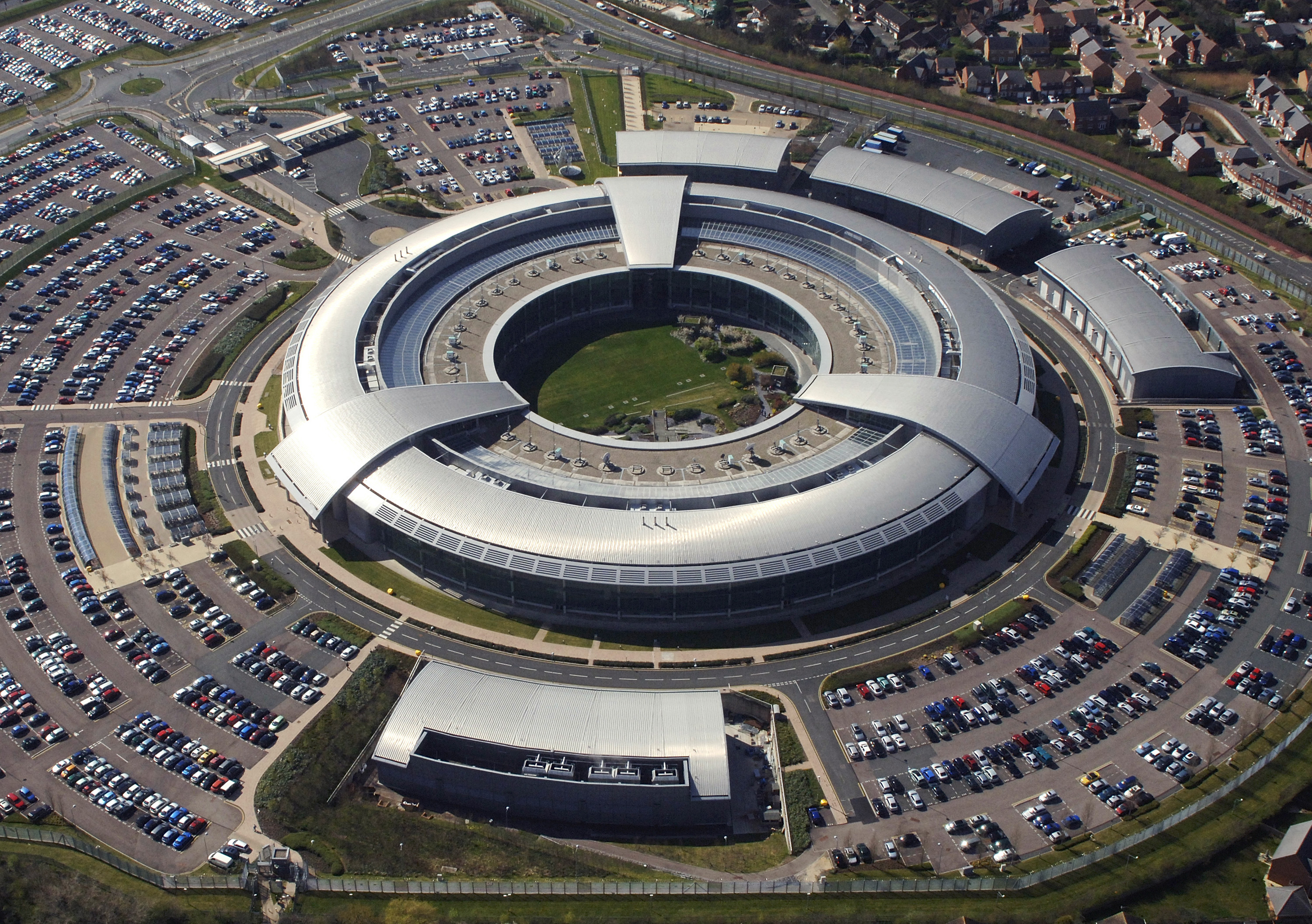
Sede do GCHQ, o equivalente britânico da NSA

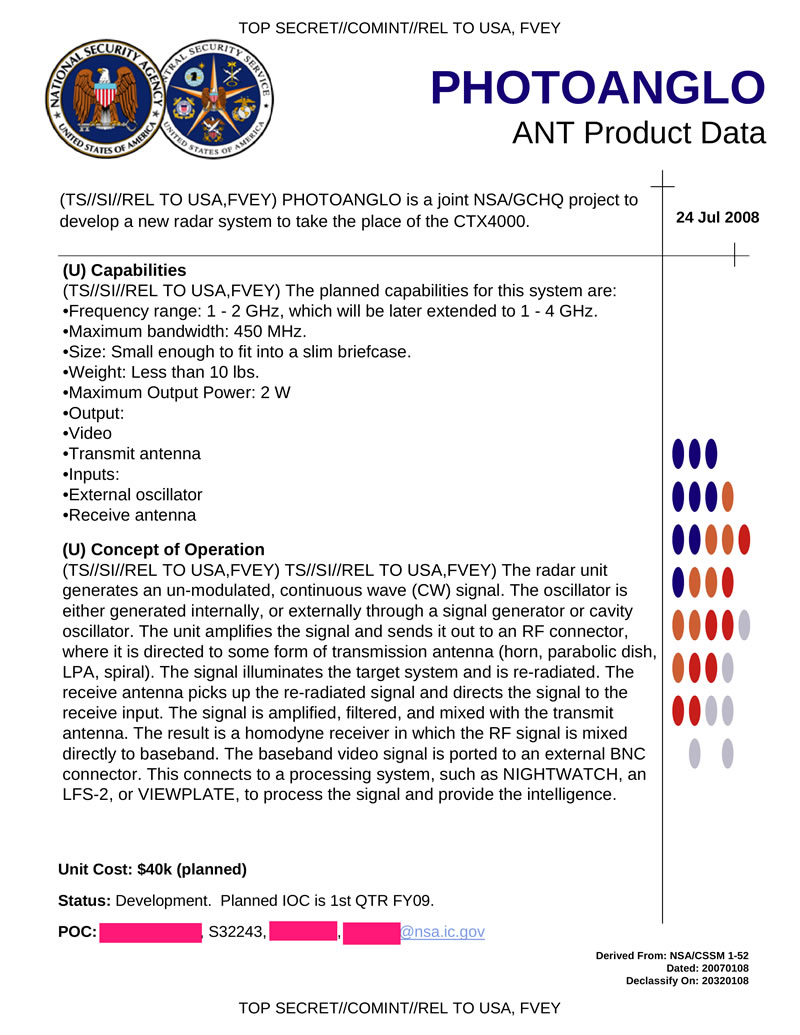
PHOTOANGLO-Sucessor do CTX4000-Projeto desenvolvido pela agência NSA e GCHQ da Grã-Bretanha

Dominando a Internet  sigla "(MTI)" para o nome em inglês "Mastering the Internet", é um projeto de vigilância global e em massa da agência de inteligência britânica equivalente a NSA americana, o GCHQ.
É um dos dois programas componentes do programa de vigilância Tempora. O outro componente é o programa Exploração Global das Telecomunicações.
O programa tem um orçamento de mais de 1 bilhão de libras. De acordo com documentos revelados pelo The Register e The Sunday Times em 2013, no início de maio de 2009, os contratos com um valor total de $ 200 milhões de libras já haviam sido concedidos a fornecedores.

## Negaçāo da Existência
Em resposta às revelações do The Register e The Sunday Times, o GCHQ emitiu um comunicado negando as alegações de vigilância em massa, afirmando que " GCHQ não está desenvolvendo uma tecnologia para operacionalizar o monitoramento de todo o uso de internet e de chamadas telefônicas na Grã-Bretanha, nem para ter como alvo todos os cidadãos do Reino Unido" .
No entanto, a divulgaçāo de vigilância em massa feitas por Edward Snowden em  2013, mostram que o GCHQ capta e armazena dados da internet globalmente, sem filtrar as comunicações de cidadãos britânicos, como parte de seu programa "Dominando a Internet" (Mastering the Internet, em inglês).
Em 1 de agosto de 2013, foi revelado pelo The Telegraph que o governo americano paga ao GCHQ para que este execute a espionagem que os americanos querem que seja feita. A NSA pagou ao GCHQ 22,9 milhões de libras em 2009, 39,9 milhões de libras em 2010  e  34,7 milhões libras em 2011 e 12.

## Tempora
O programa que originou o projeto de dominação da Internet é o programa de vigilância Tempora, e a escala de seu alcance é indicada pelos nomes de seus principais programas: Dominando a Internet (Mastering the Internet em inglês) e de Exploração das Telecomunicações Globais (Global Telecoms Exploitation, em inglês).
Os dois componentes do Tempora são:
- "Dominando a Internet" e
- Exploração Global das Telecomunicações.

## Cooperação Internacional

### Canadá
Em 30 de abril de 2007, John Adams, chefe da agência de inteligência canadense equivalente a NSA, o CSEC do Canadá, disse ao Parlamento do Canadá sobre os planos dos Cinco Olhos para dominar a Internet em cooperação com a NSA e outros aliados:[carece de fontes?]
"Queremos dominar a Internet. Esse é um desafio que nem uma instituição, sejamos nos ou a NSA, pode administrar por conta própria. Vamos tentar fazer isso em conjunto com os nossos aliados. John Adams"

## Ver Também
- Exploração Global das Telecomunicações
- Tempora
- Cinco Olhos
- Echelon
- Revelações da Vigilância global (2013-Presente)
- Operações de acesso adaptado (TAO) NSA
- PRISM (programa de vigilância)
- MYSTIC
- Vigilância de Computadores e Redes
- Operações de Fonte Especial(SSO)